# Henry Porter
Henry Porter († 1599) fue un dramaturgo inglés del teatro isabelino. 
Se sabe muy poco de su vida, más allá de las notas de Philip Henslowe. Es descrito como un "caballero" y un "estudioso pobre", asumiéndose que estudió en Oxford. Sólo se le conoce por una obra superviviente, The Two Angry Women of Abington, publicado primero en dos ediciones en Londres en 1599. The Two Angry Women fue escrita antes de su primer trabajo para Henslowe, que es de 1598. Porter fue alabado por Francis Meres en su Palladis Tamia de 1598 como uno de "los mejores para la comedia entre nosotros".
Parece que contribuyó con escenas cómicas al Fausto de Christopher Marlowe. The Two Angry Women of Abington se ha comparado favorablemente en estilo y cantidad con Las alegres comadres de Windsor. 
Henslowe menciona otras obras: Love Prevented (1598), Hot Anger soon Cold, con Henry Chettle y Ben Jonson (1598), “the second part of The Two Angry Women of Abingdon” (1598), The Four Merry Women of Abingdon (1599), y The Spencers (1599), con Chettle. En 1598 Porter y Chettle recibieron 20 chelines de Henslowe para escribir una obra titulada The Second Part of Black Batman of the North. Las altas sumas de dinero que recibió prueban que fue muy popular, aunque las anotaciones insinúan que no se podía confiar en él. La última entrada sobre Porter en el Diario de Henslowe es el 26 de mayo de 1599. Leslie Hotson descubrió documentación sobre una causa en Southwark sobre la muerte de un Henry Porter el 7 de junio de 1599 en Southwark. Allí consta que murió de una herida mortal en la parte izquierda del pecho; el asesino fue John Day, casi seguro que otro dramaturgo que trabajaba para Henslowe. Aunque era normal que colaboraran, no hay rastro de colaboraciones entre Porter y Day. Parece que el asesino obtuvo el perdón real. 